# Pouteria pisquiensis
Pouteria pisquiensis es una especie de planta en la familia Sapotaceae. 
Es endémica de Perú. La especie tipo se colectó de Ucayali. 

## Taxonomía
Pouteria pisquiensis fue descrita por Charles Baehni y publicado en Candollea 9: 263. 1942.